# Mammalian Genome
Mammalian Genome (JME) ist eine zoologische und genetische Fachzeitschrift, die als offizielle Zeitschrift von der internationalen Gesellschaft zur Erforschung der Säugetiergenome, der International Mammalian Genome Society, herausgegeben wird.
Das Magazin erscheint seit 1991 mit der 23. Nummer im Jahr 2012, aktuell wird es sechsmal im Jahr als Doppelnummern publiziert. Vertrieben wird die Zeitschrift über den Verlag Springer Science+Business Media. Im Jahr 1998 wurde die Zeitschrift Mouse Genome mit der Mammalian Genome zusammengeführt, wobei auch das Editorial Board der beiden Zeitschriften zusammengeführt wurde.

## Inhalt
Die Zeitschrift fokussiert sich auf den Bereich der funktionellen Genomforschung im Bereich der Säugetiere und konzentriert sich dabei auf Beiträge zu Genomforschung beim Menschen, der Maus und anderen Säugetierarten. Sie deckt dabei die Bereiche der experimentellen, theoretischen und technischen Genomik und Genetik ab. Inhaltliche Themen sind dabei Darstellungen der Genstruktur und Genexpression, Mutagenese und Charakterisierung neuer Mutationen, Tiermodelle zur Erforschung genetisch bedingter Krankheiten des Menschen, die Erstellung von Genkarten (Mapping), die Erforschung von Genfunktionen, Bioinformatik im Bereich der Genomforschung sowie neuartige Technologien.
Dabei werden Artikel der originären Forschung sowie Überblicksartikel (Reviews) publiziert, die einem Peer-Review unterzogen wurden.